# مارتن بابيك
مارتن بابيك هو لاعب كرة قدم سلوفاكي في مركز الوسط، ولد في 27 يوليو 1982 في ترنافا في سلوفاكيا. لعب مع نادي سبارتاك ترنافا ونادي سينيتسا ونادي نيترا.

## وصلات خارجية
- مارتن بابيك على موقع قاعدة بيانات كرة القدم.إي يو (الإنجليزية)
- مارتن بابيك على موقع Soccerway.com (الإنجليزية)